# Lobetus nigromarginatus
Lobetus nigromarginatus es una especie de coleóptero de la familia Cantharidae.

## Distribución geográfica
Habita en Venezuela.